# Danh sách một số họ phổ biến
Danh sách một số họ phổ biến trên thế giới:

## Châu Á

### Ấn Độ
Xem Danh sách các họ tại Ấn Độ
Sau đây là các họ phổ biến tại Ấn Độ:
1. Shetty
2. Rai
3. Trivedi
4. Ravulapalli
5. Pandey
6. Kamboj
7. Kamboh
8. Thind
9. Patnaik
10. Verma
11. Bhatia
12. Singh
13. Dua
14. Kakkar
15. Gera
16. Goyal hay Goel
17. Nasa
18. Purewal
19. Nambissan
20. Nambiar
21. Kumar
22. Kamath hay Kamat
23. Kulkarni
24. Sharma hay Sarma
25. Patel và Patil
26. Shah hay Shaha
27. Lal
28. Gupta và Gupte
29. Gore
30. Karnik
31. Ajagaonkar
32. Deshpande
33. Deshmukh
34. Desai
35. Patil
36. Jadhav
37. Shinde
38. Joglekar
39. Patankar
40. Poduval
41. Chiplunkar
42. Bhat
43. Rao
44. Reddy
45. Jain
46. Mishra
47. Mahakali
48. Joshi
49. Sastri hay Shastri
50. Iyer
51. Iyengar
52. Yadhav hay Yadav
53. Choudhury hay Chowdhury
54. Gowda hay Gouda
55. Doshi
56. Nair
57. Kaur
58. Dubey
59. Karnure
60. Soni
61. Dixit
62. Burdak
63. Masand
64. Naik
65. Vallampati
66. Sarbadhikari
67. Modi
68. Karande
69. Dombale
70. Deokate
71. Kolekar
72. Sule
73. Lokhande
74. Bandgar
75. Bichukle
76. Gangal
77. Shendurnikar
78. Mohite
79. Holkar
80. Dhekale
81. Kale
82. Gophane
83. Solankar
84. Rupnar
85. Pillai nigam

### Đài Loan
Họ phổ biến của Đài Loan - dựa trên số liệu của Bộ Nội vụ:
1. Trần (陳, 陈) (11,06%)
2. Lâm (林) (8,28%)
3. Hoàng (黃, 黄) (6,01%)
4. Trương (張, 张) (5,26%)
5. Lý (李) (5,11%)
6. Vương (王) (4,12%)
7. Ngô (吳, 吴) (4,04%)
8. Lưu (劉, 刘, Liou, Lu, Lew) (3,17%)
9. Thái/Sái (蔡, Tsai, Chai, Tsay, Sai) (2,91%)
10. Dương (楊, 杨) (2,66%)

### Nhật Bản
Xem: Tên người Nhật
Các họ lớn tại Nhật là:
1. Satō (佐藤 - Tá Đằng)
2. Suzuki (鈴木 - Linh Mộc)
3. Takahashi (高橋 - Cao Kiều)
4. Tanaka (田中 - Điền Trung)
5. Watanabe (渡辺 - Độ Biên)
6. Itō (伊藤 - Y Đằng)
7. Yamamoto (山本 - Sơn Bản)
8. Nakamura (中村 - Trung Thôn)
9. Kobayashi (小林 - Tiểu Lâm)
10. Saitō (斎藤 - Trai Đằng)
11. Katō (加藤 - Gia Đằng)
12. Yoshida (吉田 - Cát Điền)
13. Yamada (山田 - Sơn Điền)
14. Sasaki (佐々木 - Tá Tá Mộc)
15. Yamaguchi (山口 - Sơn Khẩu)
16. Matsumoto (松本 - Tùng Bản)
17. Inoue (井上 - Tỉnh Thượng)
18. Kimura (木村 - Mộc Thôn)
19. Hayashi (林 - Lâm)
20. Shimizu (清水 - Thanh Thủy)
21. Kawasaki

### Hàn Quốc
Đây là 31 họ phổ biến nhất Hàn Quốc:
1. 김 (金) Kim (Kim)
2. 이 (李) Lee (Yi, I, Rhee)
3. 박 (朴) Park (Pak, Bak, Bhak, Baek)
4. 최 (崔) Choi (Choe)
5. 정 (鄭) Jeong (Chung, Jung)
6. 강 (姜) Kang (Gang)
7. 초 (趙) Cho (Jo, Joe)
8. 우 (宇) Woo (U,Gu)
9. 윤 (尹) Yoon (Youn, Yun)
10. 장 (張) Jang (Chang)
11. 임 (林) Im (Lim)
12. 오 (吳) Oh
13. 한 (韓) Han
14. 신 (申) Shin (Sin)
15. 서 (徐) Seo (Suh)
16. 권 (權) Kwon (Gwon)
17. 황 (黃) Hwang
18. 안 (安) An (Ahn)
19. 송 (宋) Song (Soung)
20. 유 (柳) Yoo (Yu)
21. 홍 (洪) Hong
22. 전 (全) Jeon (Jun, Chun)
23. 고 (高) Go (Ko)
24. 문 (文) Moon (Mun)
25. 손 (孫) Son (Sohn)
26. 양 (梁) Yang (Jang)
27. 배 (裵) Bae
28. 조 (曺) Joo (Jo)
29. 백 (白) Baek
30. 민 (民) Min
31. 남 (南) Nam
32. 경 ( Kyeong )

### Israel
Hai họ lớn nhất tại Israel là:
1. Cohen (כהן)
2. Levi (לוי)

Họ Cohen thuộc về một gia tộc cổ có nhiều nhà tu (Kohanim, hậu duệ của Aaron). Họ Levi thuộc về gia tộc Levite, hậu duệ của Levi.

### Philippines
Sau đây là các họ phổ biến tại Philippines:
1. Cruz
2. Santos
3. Reyes
4. Bautista
5. Ocampo
6. García
7. Mendoza
8. Tomás
9. Andrada
10. Castillo
11. Flores
12. Villanueva
13. Ramos
14. Castro
15. Rivera
16. Aquino
17. Navarro
18. Salazar
19. Mercado
20. Concepción
21. Santiago
22. Lopez

### Singapore
Dựa theo tài liệu của Cục thống kê Singapore (Singapore Statistics) vào năm 2000  thì các họ phổ biến có gốc Trung Hoa là:
1. Tan (陈 hay 陳 - Trần)
2. Lim (林 - Lâm)
3. Lee (李 - Lý)
4. Ng (黃 - Hoàng)
5. Ong (王 - Vương)
6. Wong (黃 - Hoàng)
7. Goh (吳 - Ngô)
8. Chua (蔡 - Thái)
9. Chan (陈 hay 陳 - Trần)
10. Koh (许 hay 許 - Hứa)
11. Chong (张 hay 張 - Trương)
12. Ang (洪 - Hồng)
13. Yeo (杨 hay 楊 - Dương)
14. Tay (郑 hay 鄭 - Trịnh)
15. Ho (何 - Hà)
16. Low (刘 hay 劉 - Lưu)
17. Toh (桌 - Trác)
18. Sim (沈 - Thẩm)
19. Chia (谢 hay 謝 - Tạ)

Lưu ý: khoảng ba phần tư dân số Singapore là người Hán. Người Mã Lai (dân tộc phổ biến thứ 2) không có họ.

### Sri Lanka
Các họ phổ biến tại Sri Lanka là:
- De Silva
- Fernando
- De Soysa
- Ranatunga
- Corea
- Jayasuriya
- Liyanage
- Perera

### Triều Tiên
Xem Danh sách các họ Triều Tiên
Có nhiều cách viết một tên Triều Tiên vì có nhiều cách viết tiếng Triều Tiên. Sau đây là các họ lớn tại đó:
1. Kim hay Gim (김 hay 金 - Kim)
2. Lee hay Yi hay I (이 hay 李 - Lý)
3. Park hay Pak hay Bak (박 hay 朴 - Phác)
4. Choi hay Choe (최 hay 崔 - Thôi)
5. Jung hay Chung hay Jeong (정 hay 鄭 - Trịnh)
6. Gang hay Kang (강 hay 姜 - Khương)
7. Cho hay Jo (조 hay 趙 - Triệu)
8. Yoon hay Yun (윤 hay 尹 - Doãn)
9. Jang hay Chang (장 hay 張 - Trương)
10. Lim hay Im (임 hay 林 - Lâm)
11. Han (한 hay 韓 - Hàn)
12. Shin hay Sin (신 hay 申 - Thân)
13. Suh hay Seo (서 hay 徐 - Từ)
14. Kwon hay Gwon (권 hay 權 - Quyền)
15. Son (손 hay 孫 - Tôn)
16. Whang hay Hwang (황 hay 黃 - Hoàng)
17. Song (송 hay 宋 - Tống)
18. Bae (배 hay 裵 - Bùi)
19. Ahn hay An (안 hay 安 - An)
20. Yoo hay Yu (유 hay 柳 - Liễu)
21. Hong (홍 hay 洪 - Hồng)

### Trung Quốc
Có rất nhiều họ Trung Quốc. Trong cuộc nghiên cứu năm vào 1990 thì 200 họ phổ biến nhất chiếm trên 96% số người trong thăm dò 174.900 người ngẫu nhiên. Và 500 họ chiếm số còn lại. Thăm dò này lấy từ dữ liệu dân số năm 1992.
Theo cuộc khảo sát tiến hành bởi Bộ Công an Trung Quốc vào tháng 4 năm 2007, 100 họ phổ biến nhất chiếm 84,77% dân số Trung Quốc, trong 10 họ hàng đầu từng có dân số hơn 20 triệu, 22 đầu họ từng có một dân số hơn 10 triệu, trong 22 họ hàng đầu ở Trung Quốc được liệt kê như sau:
1. Vương (王 Wáng): 92.881.000 (2007), 7,25%
2. Lý (李 Lǐ): 92.074.000 (2007), 7,19%
3. Trương (張, 张 Zhāng): 87.502.000 (2007), 6,83%
4. Lưu (劉, 刘 Liú)
5. Trần (陳, 陈 Chén)
6. Dương (楊, 杨 Yáng)
7. Hoàng (黃, 黄 Huáng)
8. Triệu (趙, 赵 Zhào)
9. Ngô (吳, 吴 Wú)
10. Chu (周 Zhōu)
11. Từ (徐 Xú)
12. Tôn (孫, 孙 Sūn)
13. Mã (馬, 马 Mǎ)
14. Châu (朱 Zhū)
15. Hồ (胡 Hu)
16. Quách (郭 Guō)
17. Hà (何, Hé)
18. Cao (高 Gāo)
19. Lâm (林 Lín)
20. La (羅, 罗 Luó)
21. Trịnh (鄭, 郑 Zhèng)
22. Lương (梁 Liáng)
23. Hàn

Trong một cuộc nghiên cứu khác (1987) kết hợp dữ kiện từ Trung Quốc và Đài Loan (thăm dò 570.000 người), kết quả khác trên một tí. Họ phổ biến nhất là họ Lý (李), chiếm tỉ lệ 7,9%, rồi sau đó đến họ Vương (王) với tỉ lệ 7,4%, và Trương (張, 张) với 7,1%; nghiên cứu còn cho thấy 19 họ phổ biến nhất chiếm 55,6% và 100 họ phổ biến nhất chiếm 87%. Các họ được phân bổ khác nhau tuỳ theo vùng. Ở miền bắc thì các họ Lý (李), Vương (王), Trương (張, 张) và Lưu (劉, 刘) phổ biến nhất, trong khi tại miền nam các họ Trần (陳, 陈), Triệu (趙, 赵), Hoàng (黃, 黄), Lâm (林) và Ngô (吳, 吴) lại phổ biến hơn. Tại Bắc Kinh có hơn 450 họ, nhưng lại có ít hơn 300 họ ở Quảng Đông và Phúc Kiến. Có lẽ thống kê này chịu ảnh hưởng của dữ kiện từ Đài Loan.

### Việt Nam
Theo cuốn Họ và Tên người Việt Nam soạn bởi Tiến sĩ Lê Trung Hoa được Nhà xuất bản Khoa học Xã hội xuất bản (2005), những họ phổ biến nhất Việt Nam là:
1. Nguyễn (阮) (38,4%)
2. Trần (陳) (12,1%)
3. Lê (黎) (9,5%)
4. Phạm (范) (7%)
5. Hoàng/ Huỳnh (黃) (5,1%)
6. Phan (潘) (4,5%)
7. Vũ/ Võ (武) (3,9%)
8. Đặng (鄧) (2,1%)
9. Bùi (裴) (2%)
10. Đỗ (杜) (1,4%)
11. Hồ (胡) (1,3%)
12. Ngô (吳) (1,3%)
13. Dương (楊) (1%)
14. Lý (李) (0,5%)* Phí  (費)

Một số họ phổ biến khác:
- Trương  (張)
- Hà (何)
- Đường (唐)
- Đinh  (丁)
- Đoàn  (段)
- Trịnh  (鄭)
- Đào  (陶)
- Vương  (王)
- Phùng  (馮)
- Mai  (枚 - 梅)
- Tô (蘇)
- Phí  (費)
- Tạ (謝)
- Thân (申)
- Lâm  (林)
- Tống (宋)
- Hoa (華)
- Khúc (曲)
- Từ (徐)
- Thường (常)
- Tiêu (蕭)
- Ngọ (午)
- Kim (金)
- Đồng văn (同)
- Quách (郭)
- Đàm (谭 - 譚)
- Triệu (趙)
- Mạc (莫)
- Thái (蔡)
- Lưu (劉)
- Thạch (石)
- Lương (梁)

## Châu Âu

### Anh
Các họ sau đây chỉ phổ biến tại Anh, Wales và Đảo Man (đa số dân chúng của các vùng khác như Scotland và Bắc Ireland có gốc Celt nên có cách đặt tên khác). Thông tin này được trích từ một tài liệu của Nha Y tế Anh (British National Health Service)  Lưu trữ ngày 27 tháng 9 năm 2007 tại Wayback Machine.
1. Smith (1,15%)
2. Jones (0,94%)
3. Williams (0,66%)
4. Taylo (0,53%)
5. Brown (0,51%)
6. Davies (0,48%)
7. Evans (0,39%)
8. Wilson (0,35%)
9. Thomas (0,35%)
10. Johnson (0,34%)
11. Roberts (0,33%)
12. Robinson (0,29%)
13. Thompson (0,28%)
14. Wright (0,28%)
15. Walker (0,27%)
16. White (0,27%)
17. Edwards (0,27%)
18. Hughes (0,26%)
19. Green (0,25%)
20. Hall (0,25%)
21. Carney
22. Norwood
23. Martin
24. Ellis
25. Freeman

### Ba Lan
Xem Họ Ba Lan
Theo 1000 Najpopularniejszych nazwisk w Polsce ("1000 tên phổ biến tại Ba Lan") của J.M Zawadzki, 2002, thì các họ sau đây rất lớn tại Ba Lan:
1. Nowak (203.506)
2. Kowalski (139.719)
3. Wiśniewski (109.855)
4. Wójcik (99.509)
5. Kowalczyk (97.796)
6. Kamiński (94.499)
7. Lewandowski (92.449)
8. Zieliński (91.043)
9. Szymański (89.091)
10. Woźniak (88.039)
11. Dąbrowski (86.132)
12. Kozłowski (75.962)
13. Jankowski (68.514)
14. Mazur (66.773)
15. Wojciechowski (66.361)
16. Kwiatkowski (66.017)
17. Krawczyk (64.048)
18. Kaczmarek (61.816)
19. Piotrowski (61.380)
20. Grabowski (58.393)

### Bỉ
(Thống kê ngày 1 tháng 1 năm 2002)
1. Peeters 33.273
2. Janssens 31.529
3. Maes 25.654
4. Jacobs 20.229
5. Mertens 18.927
6. Willems 18.604
7. Claes 16.822
8. Goossens 16.202
9. Wouters 15.950
10. De Smet 14.491

Trên đây là các họ Bỉ gốc Flem; trong số các họ Bỉ gốc Pháp thì họ Dubois là họ phổ biến nhất với 11.000 tên.

### Bồ Đào Nha
Các họ phổ biến tại Bồ Đào Nha là:
- Amaral
- Andrade
- Avila
- Bettencourt
- Braga
- Branco
- Borges
- Cabral
- Camara
- Carvalho
- Costa
- Dias
- Fernandes
- Ferreira
- Gomes
- Martins
- Medeiros
- Mendonça
- Menezes
- Moniz
- Moreira
- Neves
- Oliveira
- Pereira
- Reis
- Rego
- Rodrigues
- Santos
- Silva
- Soáres
- Sousa
- Tabicas
- Tavares
- Vasconcellos
- Viveiros

### Bulgaria
Các họ phổ biến tại Bulgaria (với dạng dùng ký tự Cyrill trong ngoặc):
- Ivanov (Иванов)
- Petrov (Петров)
- Georgiev (Георгиев)
- Dimitrov (Димитров)
- Stoyanov (Стоянов)
- Andreev (Андреев)
- Mihaylov (Михайлов)
- Nikolov (Николов)
- Vassilev (Василев)
- Todorov (Тодоров)

### Đan Mạch
Dựa theo một thống kê năm 2004 , các họ phổ biến tại Đan Mạch là:
1. Jensen, 303.089
2. Nielsen, 296.850
3. Hansen, 248.968
4. Pedersen, 186.913
5. Andersen, 172.894
6. Christensen, 133.033
7. Larsen, 129.662
8. Sørensen, 124.175
9. Rasmussen, 104.130
10. Jørgensen, 98.354
11. Petersen, 92.189
12. Madsen, 70.176
13. Kristensen, 65.074
14. Olsen, 54.044
15. Thomsen, 40.514
16. Christiansen, 40.224
17. Poulsen, 34.203
18. Johansen, 33.120
19. Knudsen, 31.977
20. Mortensen, 31.252

Theo truyền thống, các họ tại Đan Mạch có hậu tố sen, có nghĩa là "con trai". Ví dụ, khi nhìn vào tên của hai cha con Peter Sørensen (cha) và Hans Petersen (con), người ta biết rằng cha của Hans là Peter và ông nội của Hans là Søren. Truyền thống này đôi khi cũng được dùng cho con gái, với hậu tố datter. Ví dụ như họ Jensdatter hay họ Poulsdatter (có nghĩa là "con gái của Jens" và "con gái của Pouls").
Ngày nay các họ có hậu tố sen đã mất ý nghĩa của chúng vì ngay cả phụ nữ cũng mang các họ này. Cùng lúc đó, mặc dù vẫn còn các trường hợp các con của Hans Petersen mang họ Hansen nhưng đại đa số họ vẫn giữ họ Petersen.

### Đức
Phần lớn các họ tại Đức thường là các tên gọi liên quan đến nghề nghiệp; ví dụ: müller là "thợ xay", schmidt là "thợ kim loại", schneider là "thợ may"...
1. Müller (0,95%)
2. Schmidt (0,69%)
3. Schneider (0,40%)
4. Fischer (0,35%)
5. Meyer (0,33%)
6. Weber (0,30%)
7. Schulz (0,27%)
8. Wagner (0,27%)
9. Becker (0,27%)
10. Konstancy (0,26%)

### Estonia
Hai họ phổ biến tại Estonia là:
- Tamm ("cây sồi")
- Mägi ("ngọn đồi")

### Hà Lan
Dựa vào một thống kê của Meertens Instituut vào năm 1947 thì các họ phổ biến tại Hà Lan là:
1. De Jong 55.256
2. De Vries 49.298
3. Jansen 49.213
4. Van den Berg 37.678 (bao gồm cả Van der Berg và Van de Berg)
5. Bakker 37.483
6. Van Dijk 36.578
7. Visser 34.721
8. Janssen 32.824
9. Smit 29.783
10. Meijer và Meyer 28.256

### Hungary
Tại Hungary họ được đặt trước tên. Theo Bộ Nội vụ của Hungary vào năm 1998 thì các họ phổ biến tại đó là:
1. Nagy (244.663; "to lớn")
2. Kovács (228.274; "thợ kim loại")
3. Tóth (223.291; "người Slovak")
4. Szabó (217.066; "thợ may")
5. Horváth hay Horvát (201.524; "người Croat")
6. Kiss hay Kis (139.919; "nhỏ bé")
7. Varga (137.398; "thợ làm giầy")
8. Molnár (112.878; "thợ xay")
9. Németh hay Német (97.715; "người Đức")
10. Farkas (83.755; "chó sói")
11. Balogh (79.653; "tay trái, vụng về")
12. Papp (56.235; "nhà tu")
13. Takács (55.180; "thợ dệt")
14. Juhász (54.267; "mục đồng")
15. Mészáros (42.738; "thợ thịt")
16. Lakatos (41.005; "thợ khóa")
17. Simon (39.881)
18. Oláh (37.147; "người Roman")
19. Fekete (34.755; "đen")
20. Rácz (34.518; "người Serb")
21. Szilágyi (32.628; "đến từ vùng Szilágy")
22. Török (27.888; "người Thổ")
23. Fehér (27.262; "trắng")
24. Gál hay Gaál (26.557)
25. Balázs (26.158)

### Ireland
Sau đây là 20 họ được dùng nhiều nhất tại Ireland:
1. Murphy
2. Kelly
3. O'Sullivan
4. Walsh
5. Smith
6. O'Brien
7. Byrne
8. Ryan
9. O'Connor
10. O'Neill
11. O'Reilly
12. Doyle
13. McCarthy
14. Gallagher
15. O'Doherty
16. Kennedy
17. Lynch
18. Murray
19. Quinn
20. Moore

Các họ bắt đầu bằng "O'" là các họ theo bên nội.

### Latvia
Các họ phổ biến tại Latvia là:
1. Bērziņš ("cây bulô" - birch)
2. Kalniņš ("ngọn đồi")
3. Ozoliņš ("cây sồi")

### Na Uy
Theo Cục Thống kê Na Uy (Statistics Norway) thì các họ phổ biến tại Na Uy là:
1. Hansen (1,31%)
2. Olsen (1,21%)
3. Johansen (1,21%)
4. Larsen (0,90%)
5. Andersen (0,88%)
6. Nilsen (0,83%)
7. Pedersen (0,82%)
8. Kristiansen (0,55%)
9. Jensen (0,54%)
10. Karlsen (0,50%)
11. Johnsen (0,48%)
12. Pettersen (0,47%)
13. Eriksen (0,44%)
14. Berg (0,41%)
15. Haugen (0,32%)
16. Hagen (0,32%)
17. Johannessen (0,31%)
18. Andreassen (0,28%)
19. Jacobsen (0,27%)
20. Halvorsen (0,27%)

Hậu tố sen có nghĩa là "con trai".

### Nga
Theo nguồn  Lưu trữ ngày 8 tháng 4 năm 2005 tại Wayback Machine thì các họ phổ biến tại Nga (dạng dùng ký tự Cyrill trong ngoặc) là:
1. Ivanov (Иванов)
2. Kuznetsov (Кузнецов)
3. Popov (Попов)
4. Petrov (Петров)
5. Vasilyev (Васильев)
6. Smirnov (Смирнов)
7. Kozlov (Козлов)
8. Mikhailov (Михайлов)
9. Semenov (Семенов)
10. Stepanov (Степанов)

### Pháp
Dựa theo nguồn  Lưu trữ ngày 7 tháng 2 năm 2006 tại Wayback Machine thì các họ phổ biến tại Pháp là:
1. Martin
2. Bernard
3. Thomas
4. Petit
5. Durand
6. Richard
7. Moreau
8. Dubois
9. Robert
10. Laurent
11. Simon
12. Michel
13. Leroy
14. Garcia
15. Lefebvre
16. Roux
17. David
18. Bertrand
19. Fournier
20. Girard
21. Bonnet
22. Morel
23. Rousseau
24. Lambert
25. Blanc

### Phần Lan
Dựa theo Trung tâm Kiểm tra Dân số của Phần Lan thì các họ phổ biến tại đó, (tỉ lệ trong ngoặc được tính dựa trên tổng số dân của Phần Lan vào năm 2005), là:
1. Virtanen, 24.204 (0,461%)
2. Korhonen, 23.721 (0,452%)
3. Nieminen, 21.841 (0,416%)
4. Mäkinen, 21.699 (0,414%)
5. Mäkelä, 19.674 (0,375%)
6. Hämäläinen, 19.518 (0,372%)
7. Laine, 18.908 (0,360%)
8. Koskinen, 18.058 (0,344%)
9. Heikkinen, 17.939 (0,342%)
10. Järvinen, 17.381 (0,331%)

### Séc
Theo Bộ Nội vụ của Cộng hòa Séc vào năm 2002 thì các họ phổ biến tại đó là:
1. Novák, 70.504
2. Svoboda, 52.088
3. Novotný, 49.962
4. Dvořák, 46.099
5. Černý, 36.743
6. Procházka, 33.274
7. Kučera, 31.286
8. Veselý, 26.481
9. Horák, 25.174

10.Nguyễn
1. Marek, 22.548
2. Pokorný, 22.203
3. Pospíšil, 22.189
4. Hájek, 21.276
5. Jelínek, 20.733
6. Král, 20.510
7. Růžička, 19.846
8. Beneš, 19.600
9. Fiala, 19.121
10. Sedláček, 18.484

Các họ trên bao gồm cả các dạng giống cái (ví dụ, Novák bao gồm cả Nováková)

### Romania
Các họ phổ biến tại România là:
1. Popa (191.938; "nhà tu")
2. Popescu (147.784; "con trai của nhà tu")
3. Radu (gốc từ chữ rad của tiếng Slav nghĩa là "vui mừng")
4. Ionescu ("con trai của John/Jean")
5. Şerban ("người Serb")
6. Matei ("Matthew/Mathieu")
7. Stoica
8. Gheorghe ("George")
9. Constantin ("Constantine")
10. Stan
11. Dumitrescu ("con trai của Demetrius")
12. Mihai ("Michael/Michel")
13. Ioniţă ("John/Jean nhỏ")
14. Dumitru ("Demetrius")
15. Dinu ("Constantine")
16. Tudor ("Theodor")
17. Dobre (gốc từ chữ dobro của tiếng Slav nghĩa là "tốt")
18. Barbu ("người có râu")
19. Ştefan ("Stephan/Stéphan")
20. Florea ("hoa")
21. Ene (biến dạng của John/Jean)
22. Vasile ("húng quế")
23. Marin ("Marinus")
24. Ghiţă ("George nhỏ")
25. Georgescu ("con trai của George")

### Serbia
Các họ phổ biến (với dạng dùng ký tự Cyrill trong ngoặc) tại Serbia là:
- Petrović (Петровић)
- Jovanović (Јовановић)
- Marković (Марковић)
- Popović (Поповић)
- Vuković (Вуковић)
- Živković (Живковић)
- Đorđević (Ђорђевић)
- Lukić (Лукић)
- Marić (Марић)
- Janković (Јанковић)
- Milovanović (Миловановић)
- Ilić (Илић)
- Obradović (Обрадовић)
- Aleksić (Алексић)
- Gavrilović (Гавриловић)
- Davidović (Давидовић)
- Đurović (Ђуровић)
- Stevanović (Стевановић)
- Stefanović (Стефановић)
- Radović (Радовић)
- Stojanović (Стојановић)

### Slovakia
1. Horváth[7]
2. Kováč
3. Varga
4. Tóth
5. Nagy
6. Baláž
7. Szabó
8. Molnár
9. Balog
10. Lukáč

### Tây Ban Nha
Theo nguồn   ngày 30 tháng 4 năm 2008 tại Wayback Machine thì các họ phổ biến tại Tây Ban Nha, năm 1999, là:
1. García, 1.378.000 (3,48%)
2. Fernández, 851.000 (2,15%)
3. González, 839.000 (2,12%)
4. Rodríguez, 804.000 (2,03%)
5. López, 796.000 (2,01%)
6. Martínez, 788.000 (1,97%)
7. Sánchez, 725.000 (1,83%)
8. Pérez, 709.000 (1,79%)
9. Martín, 459.000 (1,16%)
10. Gómez, 440.000 (1,11%)
11. Ruiz, 321.000 (0,81%)
12. Hernández, 305.000 (0,77%)
13. Jiménez, 293.000 (0,74%)
14. Díez, 293.000 (0,74%)
15. Álvarez, 273.000 (0,69%)
16. Moreno, 261.000 (0,66%)
17. Muñoz, 241.000 (0,61%)
18. Alonso, 206.000 (0,52%)
19. Gutiérrez, 170.000 (0,43%)
20. Romero, 170.000 (0,43%)
21. Navarro, 158.400 (0,40%)
22. Torres, 134.600 (0,34%)
23. Domínguez, 134.600 (0,34%)
24. Gil, 134.600 (0,34%)
25. Vázquez, 130.000 (0,33%)
26. Serrano, 122.700 (0,31%)
27. Ramos, 118.000 (0,30%)
28. Blanco, 118.000 (0,30%)
29. Sanz, 106.900 (0,27%)
30. Castro, 102.900 (0,26%)
31. Suárez, 102.900 (0,26%)
32. Ortega, 99.000 (0,25%)
33. Rubio, 99.000 (0,25%)
34. Molina, 99.000 (0,25%)
35. Delgado, 95.000 (0,24%)
36. Ramírez, 95.000 (0,24%)
37. Morales, 95.000 (0,24%)
38. Ortiz, 87.120 (0,22%)
39. Marín, 83.160 (0,21%)
40. Iglesias, 83.160 (0,21%)

Các họ chấm dứt với "ez" là các họ đặt theo bên nội.

### Thổ Nhĩ Kỳ
Các họ phổ biến tại Thổ Nhĩ Kỳ là:
1. Yılmaz
2. Yıldırım
3. Öztürk
4. Doğan

### Thụy Điển
Theo nguồn  thì các họ phổ biến tại Thụy Điển là:
- Johansson (3.3%)
- Andersson (3.2%)
- Karlsson (2.5%)
- Nilsson (2.2%)
- Eriksson (1.7%)
- Larsson (1.6%)
- Olsson (1.4%)
- Persson (1.4%)
- Svensson (1.3%)
- Gustafsson (0.90%)
- Pettersson (0.83%)
- Jonsson (0.72%)
- Jansson (0.63%)
- Hanson hay Hansson (0.54%)
- Bengtsson (0.42%)
- Jönsson (0.42%)
- Petersson (0.37%)
- Carlsson (0.34%)
- Gustavsson (0.32%)
- Magnusson (0.32%)
- Lindberg (0.31%; "đồi đá vôi")
- Olofsson (0.30%)

Theo truyền thống, các họ phổ biến tại Thụy Điển là họ đặt theo bên nội, ví dụ con trai của Karl sẽ có họ Karlsson và con gái của Karl sẽ có họ Karlsdotter, nhưng bắt đầu từ thế kỷ 19 truyền thống đó đã bị bỏ.

## Châu Mĩ

### Argentina
Argentina có rất nhiều dân định cư đến từ các nước châu Âu nhưng chịu ảnh hưởng văn hóa Tây Ban Nha. Điều này hiện rõ với các họ phổ biến nhất sau đây:
- González
- Rodríguez
- López
- García
- Gómez
- Pérez

### Brazil
Khi người Bồ Đào Nha đến đô hộ Brazil họ mang theo nhiều nô lệ gốc châu Phi. Vì các nô lệ thường bị xem như một vật sở hữu, họ và con cái họ thường mang họ theo tên người chủ. Do đó có rất nhiều tên tại Brasil có gốc Bồ Đào Nha.
Khi một người không có tên, hay không biết tên, hay tên không kiểm tra được hay không phát âm được theo tiếng Bồ Đào Nha (mọi điều này đều có thể xảy ra cho các nô lệ đến từ châu Phi hay cho các người dân bản xứ) thì họ được cho 1. họ de Costa (trong tiếng Bồ Đào Nha có nghĩa là "đến từ bờ biển") nếu họ sống gần bờ biển, 2. họ de Silva ("đến từ rừng") nếu họ sống gần rừng, 3. họ dos Santos ("của các thánh") nếu họ là các trẻ mồ côi đã từng lớn lên trong các viện hướng dẫn bởi các nhà thờ. Điều này giải thích tại sao 3 họ này rất phổ biến tại Brasil.
- Dias
- de jesus
- da Silva
- da Costa
- da Cruz
- do Nascimendo
- dos Santos
- da Conceição
- da Matta hay da Mata
- Souza
- Cavalcante hay Cavalcanti
- Carvalho
- Menezes
- Neves
- Vasconcellos
- Fernandes
- Muniz
- Cardoso
- Amaral
- Nazário
- Borges
- Moreira
- Nogueira
- Pereira
- Ferreira
- Oliveira
- Silveira
- Ribeiro
- Gomes
- Garcia
- Rodrigues
- Bittencourt hay Bitencourt
- Martins
- Mendonça
- Reis
- Lins
- Lima
- Bernardes
- Sanches
- Moreno
- Torres
- Gil
- Serrano
- Branco
- Castro
- Soares
- de Sá
- Moraes
- Fagundes

### Hoa Kỳ
Theo tài liệu thống kê  của Chính phủ Hoa Kỳ thì các họ phổ biến tại đó là:
1. Smith (1,006%)
2. Johnson (0,810%)
3. Williams (0,699%)
4. Jones (0,621%)
5. Brown (0,621%)
6. Davis (0,580%)
7. Miller (0,424%)
8. Wilson (0,339%)
9. Moore (0,312%)
10. Taylor (0,311%)
11. Anderson (0,311%)
12. Thomas (0,311%)
13. Jackson (0,310%)
14. White (0,279%)
15. Harris (0,275%)
16. Martin (0,273%)
17. Thompson (0,269%)
18. Garcia (0,254%)
19. Martinez (0,234%)
20. Robinson (0,233%)

Cũng như Đan Mạch, hậu tố son có nghĩa là con trai, như Johnson: John's son - con trai của John, Jackson: Jack's son - con trai của Jack,...

### Nuevo León, Mexico
Theo tài liệu của Miriam Garcia (Para regios...los Martínez) đăng trên tạp chí El Norte vào ngày 18 tháng 3 năm 2003, thì các họ phổ biến tại vùng Nuevo León, México là:
1. Martínez (8,50%)
2. Rodríguez (8,14%)
3. García (7,14%)
4. González (7,09%)
5. Hernández (7,06%)

### Québec, Canada
Theo tài liệu Quelques Statistiques sur les Noms de Famille Lưu trữ ngày 7 tháng 12 năm 2003 tại Wayback Machine của Institut de la statistique du Québec (Viện thống kê Québec) và tài liệu Les 6 000 premiers noms de famille par ordre alphabétique, Québec Lưu trữ ngày 8 tháng 12 năm 2005 tại Wayback Machine của Chính phủ Canada, các họ phổ biến tại tỉnh bang Québec của Canada là:
1. Tremblay (1,13%)
2. Gagnon (0,82%)
3. Roy (0,77%)
4. Côté (0,74%)
5. Bouchard (0,56%)
6. Gauthier (0,55%)
7. Morin (0,51%)
8. Lavoie (0,49%)
9. Fortin (0,47%)
10. Gagné (0,47%)
11. Pelletier (0,45%)
12. Bélanger (0,44%)
13. Bergeron (0,41%)
14. Lévesque (0,41%)
15. Simard (0,38%)
16. Girard (0,37%)
17. Leblanc (0,37%)
18. Boucher (0,35%)
19. Ouellet (0,34%)
20. Caron (0,32%)
21. Beaulieu (0,31%)
22. Poirier (0,31%)
23. Dubé (0,31%)
24. Cloutier (0,31%)
25. Fournier (0,30%)
26. Lapointe (0,30%)
27. Lefebvre (0,29%)
28. Poulin (0,28%)
29. Nadeau (0,28%)
30. Martin (0,27%)
31. St-Pierre (0,27%)
32. Martel (0,26%)
33. Grenier (0,26%)
34. Landry (0,26%)
35. Lessard (0,26%)
36. Leclerc (0,25%)
37. Bédard (0,25%)
38. Bernier (0,24%)
39. Couture (0,24%)
40. Richard (0,23%)
41. Michaud (0,23%)
42. Desjardins (0,23%)
43. Hébert (0,22%)
44. Blais (0,22%)
45. Turcotte (0,22%)
46. Savard (0,22%)
47. Lachance (0,22%)
48. Parent (0,22%)
49. Demers (0,21%)
50. Gosselin (0,21%)

50 họ trên chiếm gần 18% dân số của Québec.

## Châu Phi

### Ai Cập
Các họ lớn tại Ai Cập là:
1. Abaza
2. Sorour
3. Kishk